# Evangelische Kirche Oberaula

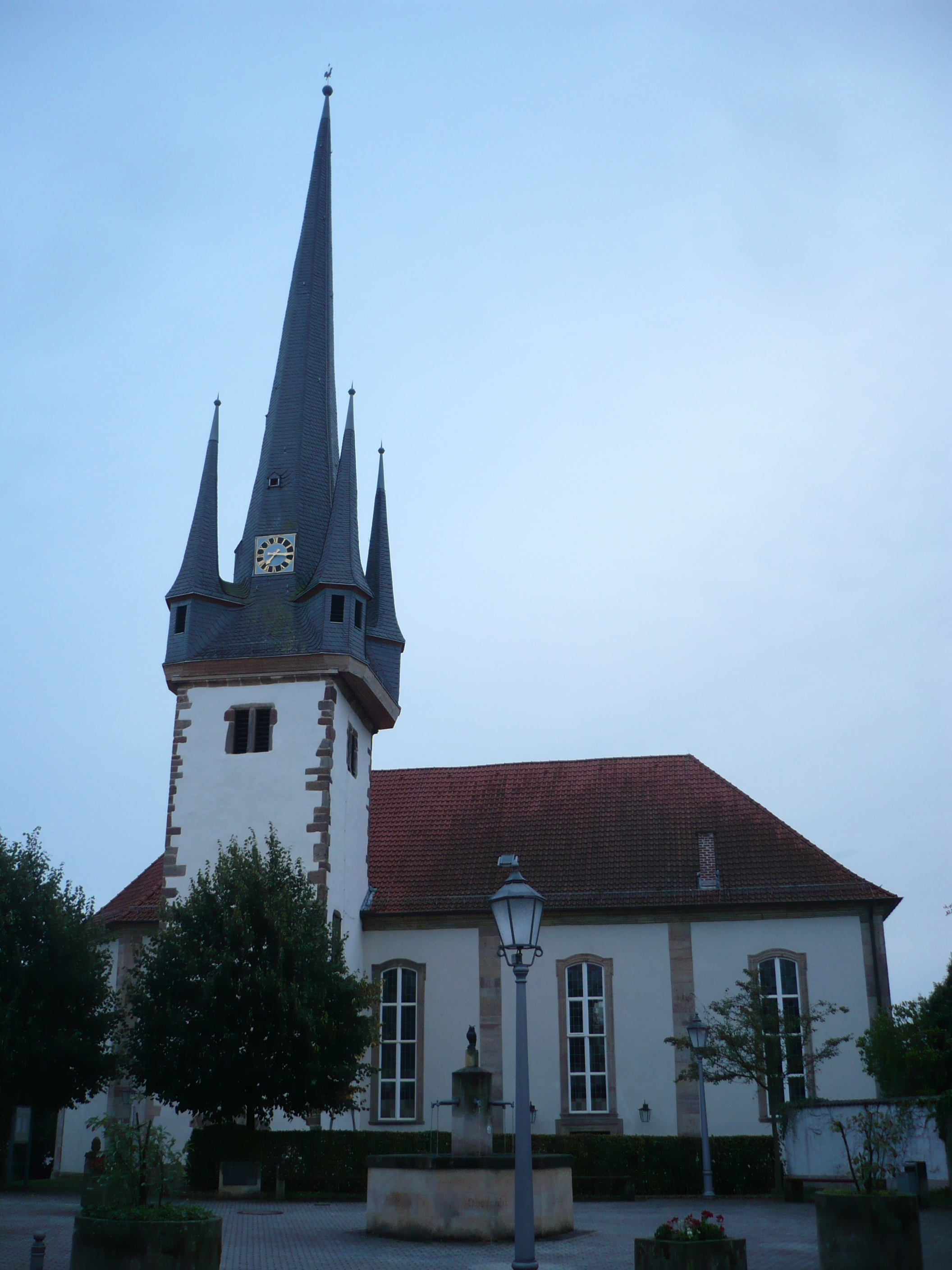
Kirche mit Turm aus dem 15. Jahrhundert

Die Evangelische Kirche Oberaula ist ein denkmalgeschütztes Kirchengebäude in Oberaula im Schwalm-Eder-Kreis in Nordhessen. Sie gehört zum Kirchspiel Oberaula-Breitenbach im Kirchenkreis Schwalm-Eder der Evangelischen Kirche von Kurhessen-Waldeck.
Die erste Kirche in Oberaula wird um das Jahr 1000 datiert. Das Patronat hatte das Kloster Fulda inne. Dieses wurde 1400 an das Erzbistum Mainz verkauft, das um 1463 Kirchsatz Oberaula mit dem Schloss Hausen als Lehen an das Adelsgeschlecht von Dörnberg vergab.
Der über vierzig Meter hohe, spitz zulaufende spätgotische Turmhelm mit den vier Ecktürmen ist das Wahrzeichen von Oberaula und stammt aus dem 15. Jahrhundert. Das barocke Kirchenschiff wurde 1717 an den Turm angebaut.